# آری فیلمز
آری فیلمز ({{lang-ur|اے آر وائی فلمز) شرکت فیلم‌سازی پاکستانی است، که در سال ۲۰۰۷ تأسیس شد.